# Tachydromia georgiana
Tachydromia georgiana är en tvåvingeart som beskrevs av Igor Shamshev 1993. Tachydromia georgiana ingår i släktet Tachydromia och familjen puckeldansflugor. Inga underarter finns listade i Catalogue of Life.